# Lubin (district)
Lubin (powiat lubiński) is een Pools district (powiat) in de woiwodschap Neder-Silezië. Het district heeft een oppervlakte van 711,99 km² en telt 106.433 inwoners (2014).

## Gemeenten
Het district Lubin bestaat uit vier gemeenten, waarvan één stadsgemeente, één stads- en landgemeente en twee landgemeenten.

Stadsgemeente:
- Lubin (Lüben)

Stads- en landgemeente:
- Ścinawa (Steinau an der Oder)

Landgemeenten:
- Lubin-land
- Rudna (Raudten)

Stadsdistricten:
Wrocław · Jelenia Góra · Legnica · Wałbrzych

Districten:
Bolesławiec · Dzierżoniów · Głogów · Góra · Jawor · Kamienna Góra · Karkonosze · Kłodzko · Legnica · Lubań · Lubin · Lwówek Śląski · Milicz · Oleśnica · Oława · Polkowice · Środa Śląska · Strzelin · Świdnica · Trzebnica · Wałbrzych · Wołów · Wrocław · Ząbkowice Śląskie · Zgorzelec · Złotoryja

Grootste steden:
Bielawa · Bolesławiec · Dzierżoniów · Głogów · Jelenia Góra · Legnica · Lubin · Oleśnica · Świdnica · Wałbrzych · Wrocław · Zgorzelec